# بلن اسنسیو
بلن اسنسیو (به انگلیسی: Belén Asensio) (زاده ۲۱ دسامبر ۱۹۷۶) تکواندوکار زن کشور اسپانیا است.